# Ulrich Fastenrath
Ulrich Fastenrath (* 24. April 1949 in Oldenburg) ist ein deutscher Rechtswissenschaftler.
Seine Forschungsschwerpunkte sind öffentliches Recht unter besonderer Berücksichtigung von Europa- und Völkerrecht sowie die theoretischen Grundlagen dieses Rechts und Staatsverständnisses unter interdisziplinärer Einbeziehung von Linguistik, Philosophie und Politologie. Von 1993 bis 2014 war er Inhaber der Professur für Öffentliches Recht, Europarecht und Völkerrecht an der Technischen Universität Dresden. Seit 2014 ist er Seniorprofessor ebendort.

## Werdegang
Fastenrath nahm nach seinem Abitur (1967) und dem folgenden Grundwehrdienst 1969 ein Studium Rechtswissenschaften auf. Diese absolvierte er an den Universitäten Frankfurt am Main, Tübingen, Lausanne und Marburg. Er legte 1974 die erste juristische Staatsprüfung ab und war zwischen 1974 und 1976 als Rechtsreferendariat in Kassel, Marburg und Bonn tätig. 1976 folgte die zweite juristische Staatsprüfung und ein Jahr später wurde Fastenrath wissenschaftlicher Assistent am Institut für Internationales Recht der Ludwig-Maximilians-Universität München. Diesen Posten hatte der Rechtswissenschaftler bis 1988 inne; in dieser Zeit promovierte er 1985 zum Doktor der Rechte und habilitierte 1988.
Zwischen 1988 und 1989 übernahm Fastenrath Lehrstuhlvertretungen an den Universitäten in Augsburg, Tübingen sowie Frankfurt am Main und wurde 1989 Professor für Öffentliches Recht, Völkerrecht und Europarecht an der Universität zu Köln. Nachdem er von 1991 sowie 1992 für Gastdozenturen an den Universitäten Potsdam, Berlin (Humboldt-Universität) und eine Lehrstuhlvertretung an der Europa-Universität Viadrina beurlaubt war, nahm er 1993 einen Ruf auf die Professur für Öffentliches Recht, Europarecht und Völkerrecht an die Technische Universität Dresden an. Dort war der Rechtswissenschaftler Prodekan und Studiendekan der Juristischen Fakultät (1996–1997) sowie Dekan der Juristischen Fakultät (2000–2003) und wurde 2002 zum Mitglied des Zentrums für Internationale Studien der Universität. Zwischen 2004 und 2005 übernahm er Forschungs- und Lehrtätigkeiten in den Vereinigten Staaten, fungierte als Senior Emile-Noel-Fellow an der New York University und hatte Gastprofessuren an der University of Michigan sowie der Tulane University inne. Von 2006 bis 2009 war er erneut Prodekan der Juristischen Fakultät der TU Dresden und wurde 2008 wissenschaftlicher Direktor des Zentrums für Internationale Studien. 2014 wurde er emeritiert und übernahm eine Seniorprofessur an der Technischen Universität Dresden. Seit 2017 leitet er dort die Forschungsstelle für Völkerrechts- und Staatstheorie.

## Mitgliedschaften (Auswahl)
- Deutsche Gesellschaft für die Vereinten Nationen
- Deutsche Gesellschaft für Völkerrecht
- Gesellschaft für Rechtsvergleichung
- Österreichischer Völkerrechtstag
- Vereinigung der Deutschen Staatsrechtslehrer
- Völkerrechtswissenschaftlicher Beirat des Auswärtigen Amtes

## Schriften (Auswahl)
- Kompetenzverteilung im Bereich der auswärtigen Gewalt. (Dissertation), Verlag C. H. Beck, München, 1985, ISBN 978-3-406-31169-7.
- Lücken im Völkerrecht: zu Rechtscharakter, Quellen, Systemzusammenhang, Methodenlehre und Funktionen des Völkerrechts. (Habilitation), Duncker & Humblot, Berlin, 1991, ISBN 978-3-428-06922-4.
- zusammen mit Maike Müller-Gerbes: Europarecht., Haufe, Freiburg im Breisgau/Berlin, 1996, ISBN 978-3-448-03373-1.